# Mistrovství Evropy v boxu žen 2014
IX. mistrovství Evropy žen v boxu proběhlo v Bukurešti, Rumunsko ve dnech 31. května až 7. června 2014. Organizátorem turnaje mistrovství Evropy byla European Boxing Confederation (EUBC).

## Česká stopa
Na mistrovství Evropy startovaly za Česko 2 boxerky:
- −51 kg: Jana Juranová (* 1986) z klubu Free-Do Brno
- −64 kg: Martina Schmoranzová (* 1987) z SK Boxing Praha

## Výsledky
| Ženy   | Zlato                        | Stříbro                   | Bronz                      | Bronz                      |
| ------ | ---------------------------- | ------------------------- | -------------------------- | -------------------------- |
| –48 kg | Steluța Duțăová (ROU)        | Sevda Asenovová (BUL)     | Annamarie Starková (GER)   | Ayşe Çağırırová (TUR)      |
| –51 kg | Stojka Petrovová (BUL)       | Sajana Sagatajevová (RUS) | Vassilia Lkhadiriová (FRA) | Katalin Ancsinová (HUN)    |
| –54 kg | Marzia Davideová (ITA)       | Ewelina Wicherská (POL)   | Marine Rostandová (FRA)    | Jelena Saveljevová (RUS)   |
| –57 kg | Zinaida Dobryninová (RUS)    | Svetlana Kamenovová (BUL) | Marina Malovanová (UKR)    | Alessia Mesianová (ITA)    |
| –60 kg | Kathleen Taylorová (IRL)     | Estelle Mossellyová (FRA) | Denica Elisejevová (BUL)   | Sofija Očigavaová (RUS)    |
| –64 kg | Anastasija Beljakovová (RUS) | Natasha Jonasová (ENG)    | Simona Sitarová (ROU)      | Kinga Siwá (POL)           |
| –69 kg | Jelena Vystropovová (AZE)    | Stacey Copelandová (ENG)  | Claire Graceová (IRL)      | Mihaela Cristianaová (ROU) |
| –75 kg | Nouchka Fontijnová (NED)     | Sarah Scheurichová (GER)  | Lejla Džavadovová (AZE)    | Tímea Nagyová (HUN)        |
| –81 kg | Lilija Durněvová (UKR)       | Florina Raduová (ROU)     | Anamarija Maršićová (CRO)  | Petra Szatmáriová (HUN)    |
| +81 kg | Mária Kovácsová (HUN)        | Flavia Severinová (ITA)   | Luminița Turcinová (ROU)   | Emine Bozdumanová (TUR)    |

## Medailová bilance
V boxu se rozdělilo celkem 10 sad medailí.
| Pořadí | Stát              |       | Ženy    | Ženy  | Ženy | Celkem |
| Pořadí | Stát              | Zlato | Stříbro | Bronz |      | Celkem |
| ------ | ----------------- | ----- | ------- | ----- | ---- | ------ |
| 1.     | Rusko (RUS)       |       | 2       | 1     | 2    | 5      |
| 2.     | Bulharsko (BUL)   |       | 1       | 2     | 1    | 4      |
| 3.     | Rumunsko (ROU)    |       | 1       | 1     | 3    | 5      |
| 4.     | Itálie (ITA)      |       | 1       | 1     | 1    | 3      |
| 5.     | Maďarsko (HUN)    |       | 1       | 0     | 3    | 4      |
| 6.     | Ázerbájdžán (AZE) |       | 1       | 0     | 1    | 2      |
| 6.     | Irsko (IRL)       |       | 1       | 0     | 1    | 2      |
| 6.     | Ukrajina (UKR)    |       | 1       | 0     | 1    | 2      |
| 9.     | Nizozemsko (NED)  |       | 1       | 0     | 0    | 1      |
| 10.    | Anglie (ENG)      |       | 0       | 2     | 0    | 2      |
| 11.    | Francie (FRA)     |       | 0       | 1     | 2    | 3      |
| 12.    | Německo (GER)     |       | 0       | 1     | 1    | 2      |
| 12.    | Polsko (POL)      |       | 0       | 1     | 1    | 2      |
| 14.    | Turecko (TUR)     |       | 0       | 0     | 2    | 2      |
| 15.    | Chorvatsko (CRO)  |       | 0       | 0     | 1    | 1      |
| Celkem | Celkem            |       | 10      | 10    | 20   | 40     |